# Schützinger Spiegel
Das Naturschutzgebiet (NSG) Schützinger Spiegel im baden-württembergischen Enzkreis umfasst eine Fläche von rund 15,1 Hektar, die zur Markung von Illingen gehört. Die Naturschutzgebietsverordnung des Regierungspräsidiums Karlsruhe stammt vom 20. Mai 1983.

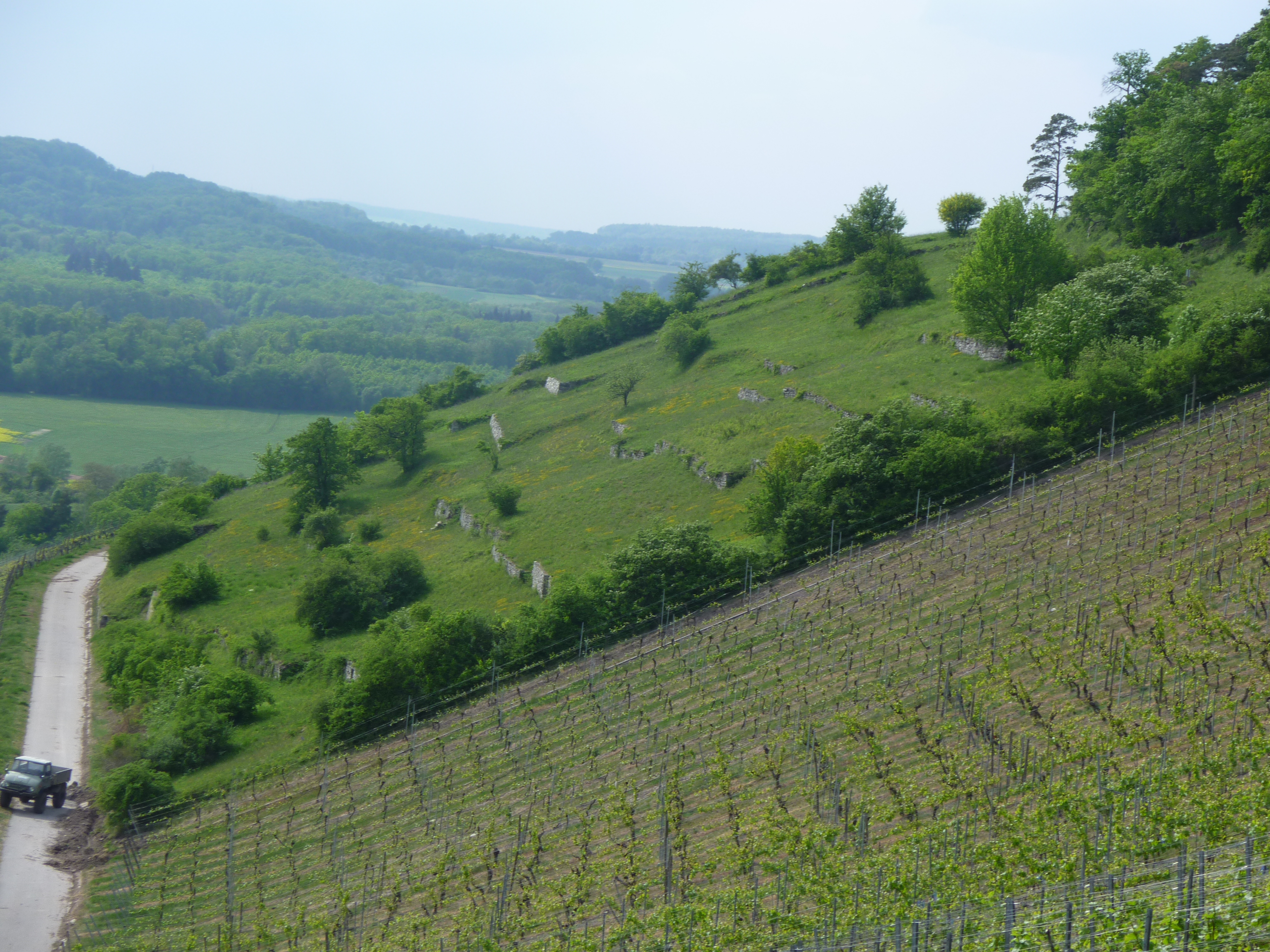
Weinbergbrache „Schützinger Spiegel“ 29. April 2015

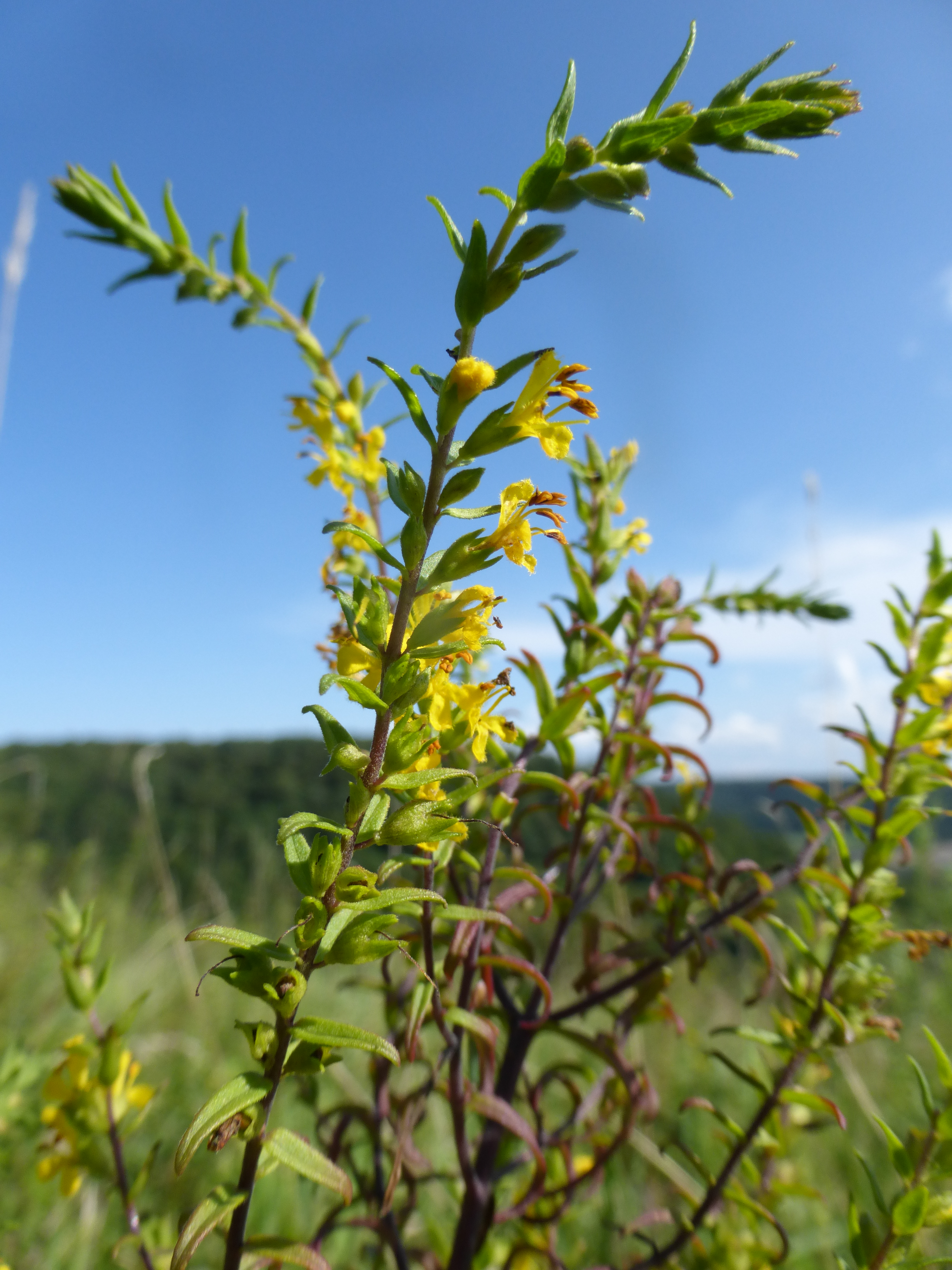
Gelber Zahntrost (Odontites luteus) im Schützinger Spiegel, 4. August 2014

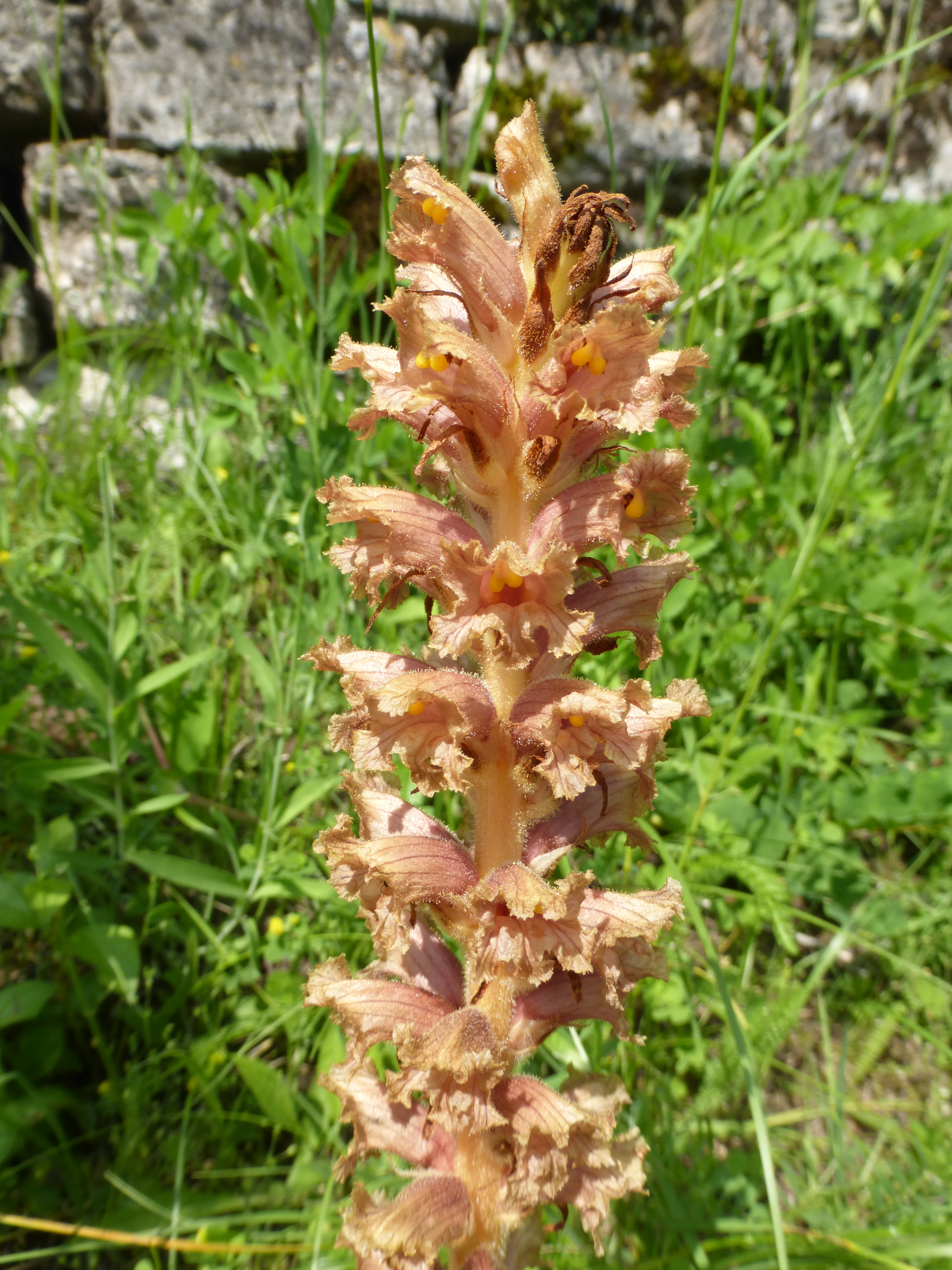
Große Sommerwurz (Orobanche elatior) in den Magerrasen des Schützinger Spiegels, 6. Juni 2016

## Lage
Das Naturschutzgebiet liegt im Naturpark Stromberg-Heuchelberg an einem Südhang des Mettertals südlich von Schützingen (Ortsteil der Stadt Illingen). Das NSG ist Bestandteil des FFH-Gebietes 7018-341 „Stromberg“.

## Schutzzweck
Bei den Rebflurbereinigungen Anfang der 1980er Jahre drängte die Naturschutzverwaltung Baden-Württemberg darauf, einen Teil der historischen Weinberge zu erhalten. Schutzzweck ist die Erhaltung
- der Halbtrockenrasenbestände im Weinberggebiet mit einer Reihe besonders geschützter stark und mittelmäßig gefährdeter Pflanzenarten,
- der Waldränder mit ihrer natürlichen Übergangsvegetation von Halbtrockenrasen zum Wald als besonders wertvoller Wuchsort mit einer Vielzahl floristischer Besonderheiten,
- des Lebensraumes schutzwürdiger und gefährdeter Tierarten.

## Tier- und Pflanzenarten
Der Schützinger Spiegel, eine ehemalige Weinbergbrache, ist Heimat einer Vielzahl seltener und gefährdeter Tier- und Pflanzenarten. Auf offenen Böden kommen Sand-Mohn (Papaver argemone) und Schöner Pippau (Crepis pulchra) vor.
Die Magerrasen beherbergen viele Kostbarkeiten, so die heimischen Orchideen Mücken-Händelwurz (Gymnadenia conopsea), Bienen-Ragwurz (Ophrys apifera), Hummel-Ragwurz (Ophrys holoserica), Spinnen-Ragwurz (Ophrys sphegodes), Pyramiden-Hundswurz (Anacamptis pyramidalis), Helm-Knabenkraut (Orchis militaris), Purpur-Knabenkraut (Orchis purpurea) sowie der Bastard aus beiden Arten. Die Vorkommen der Bocks-Riemenzunge (Himantoglossum hircinum) waren mit ein Grund dafür, dass der Schützinger Spiegel zum Naturschutzgebiet erklärt wurde. Andere Arten der Halbtrockenrasen wie Große Sommerwurz (Orobanche elatior), Weiße Braunelle (Prunella laciniata), Kreuz-Enzian (Gentiana cruciata) und Gelber Zahntrost (Odontides luteus) unterstreichen die Bedeutung des Gebietes.
Der Schmalblättriger Lein (Linum tenuifolium) scheint mittlerweile verschwunden zu sein.
Am Waldsaum über Stubensandstein kommen Berg-Waldhyazinthe (Platanthera chlorantha), Stattliches Knabenkraut (Orchis mascula), Pechnelke (Lychnis viscaria) und Großes Windröschen (Anemone sylvestris) vor.
An seltenen Schmetterlingsarten finden sich Zwerg-Bläuling (Cupido minimus), Purpurbär (Diacrisia purpurata) und Hellgrüne Flechteneule (Nyctobrya muralis). Die Larven des Hirschkäfers (Lucanus cervus) leben in alten Eichen des Waldes. Das melancholische Gezirpe des Weinhähnchens (Oecanthus pellucens) ist im Sommer zu hören.
Brutvögel sind bzw. waren Wendehals (Jynx torquilla) und Neuntöter (Lanius collurio).

## Pflegemaßnahmen
Schutz- und Pflegemaßnahmen werden in einem Pflege- und Entwicklungsplan und durch Einzelanordnung der höheren Naturschutzbehörde (Regierungspräsidium Karlsruhe) festgelegt.

## Geschichte
Zum Schutz der damals sehr seltenen Bocks-Riemenzunge (Himantoglossum hircinum) hatte die Naturschutzverwaltung schon in den sechziger Jahren zwei wertvolle Grundstücke erworben und zu Naturdenkmalen erklärt. Sie waren der Grundstock des späteren Schutzgebiets.